# Konrad Hermann Heinrich Christ
 (août 2024).
Si vous disposez d'ouvrages ou d'articles de référence ou si vous connaissez des sites web de qualité traitant du thème abordé ici, merci de compléter l'article en donnant les références utiles à sa vérifiabilité et en les liant à la section « Notes et références ».
Pour les articles homonymes, voir Christ.
Konrad Hermann Heinrich Christ, né le 12 décembre 1833 à Bâle et mort le 23 novembre 1933 à Riehen, est un juriste et botaniste suisse.

## Biographie
Fils de Johann Jakob Christ - notaire et conseiller cantonal - et de Christine Christ née Hoffmann, Hermann Christ étudie le droit à l'université de Bâle et à l'université Humboldt de Berlin. Il obtient son doctorat en 1856 et son diplôme de notaire un an plus tard.
D'abord greffier de 1859 à 1868, il exerce les fonctions de juriste et de notaire de 1869 à 1908 à Bâle.
Outre son travail juridique et politique, il consacre ses loisirs à la botanique, en particulier la systématique, la géographie botanique et l'histoire de la botanique. Il se spécialise en particulier sur les fougères et correspond avec plus d'une vingtaine de collecteurs européens.
Aux côtés de l'Église réformée, il se consacre aussi aux missions en Afrique, tant par un soutien financier que par ses écrits.
Hermann Christ décède le 23 novembre 1933, quelques jours avant sa centième année, à Riehen.

## Quelques écrits
- Das Pflanzenleben der Schweiz, Zürich, F. Schulhess, 1882

téléchargeable sur Archive.org
- Die Farnkräuter der Erde beschreibende Darstellung der Geschlechter und wichtigeren Arten der Farnpflanzen mit besonderer Berücksichtigung der exotischen, Jena, Gustav Fischer, 1897

téléchargeable sur Biblioteca digital
- Les fougères des Alpes Maritimes, Genève et Bâle, Georg & Cie Libraires-éditeurs, 1900 : téléchargeable sur Biblioteca digital
- Die Geographie der Farne, Leipzig, Gustav Fischer, 1910

## Éponymie
De nombreuses plantes ont été nommées en son honneur :
- Adiantum christii Rosenst. - Adiantacée de Nouvelle-Guinée
- Allium christii Janka - Alliacée
- Alsophila christii Sodiro - Cyathéacée d'Équateur (Lophosoria quadripinnata (J.F. Gmel.) C. Chr.)
- Andryala christii G.Kunkel - Astéracée des Canaries
- Anemone christii Beauverd - Ranunculacée de Suisse (Pulsatilla christii Beauverd)
- Aspidium christii (Copel.) C.Chr. - Dryoptéridacée des Philippines
- Asplenium christii Hahne - Aspléniacée d'Afrique orientale tropicale
- Blechnum christii C.Chr. - Blechnacée du Costa Rica (Struthiopteris christii Broadh.)
- Carex × christii Boeckeler - Cypéracée de Suisse
- Castilleja christii N.H.Holmgren - Scrophulariacée d'Amérique du Nord
- Chingia christii (Copel.) Holttum - Thelypteridacée des Philippines (Cyclosorus christii Copel.)
- Cleome christii Urb. - Capparacée d'Haïti
- Crepidomanes christii (Copel.) Copel. - Hymenophyllacée de Luçon (Trichomanes christii Copel)
- Cyathea christii Copel. - Cyatheaceae
- Cyclophorus christii (Giesenh.) C.Chr. - Polypodiacée de Bornéo
- Cystopteris christii Hahne - Woodsiaceae
- Diplazium christii C.Chr. - Woodsiacée de Malaisie (Athyrium christii Copel.)
- Dryopteris christii H.Lév. - Dryopteridacée de Chine (Thelypteris pyrrhorhachis (Kunze) B.K.Nayar & S.Kaur subsp. hirtirachis (C.Chr.) Fraser-Jenk.)
- Dysphania × christii (Aellen) Stace - Chenopodiacée (Chenopodium × christii Aellen)
- Elaphoglossum christii (Sodiro) C.Chr. - Lomariopsidacée d'Équateur (Acrostichum christii Sodiro)
- Encyclia christii (Rchb.f.) Dodson - Orchidacée d'Haïti (Epidendrum christii Cogn.)
- Epilobium christii H.Lév. - Onagracée e l'Himalaya
- Erythroxylum christii O.E.Schulz - Érythroxylacée du Venezuela
- Eugenia christii Urb. - Myrtacée d'Haïti
- Euphrasia × christii Favrat - Scrophulariacée de Suisse
- Gesneria christii Urb. - Gesneriacée d'Haïti
- Huperzia christii (Alv. Silveira) Holub - Lycopodiacée (Lycopodium christii Silveira)
- Hypericum christii Urb. - Clusiacée d'Haïti
- Lavandula × christiana Gattef. & Maire - Lamiacée (horticole)
- Limonium × christii G.Kunkel – Plumbaginacée hybride des Canaries
- Lindsaea christii Rosenst. - Dennstaedtiacée du Brésil
- Lobelia christii Urb. - Campanulacée d'Haïti
- Miconia christii Cogn. - Mélastomatacée des Caraïbes
- Mitracarpus christii Urb. - Rubiacée des Caraïbes (Haïti)
- Odontonema christii Lindau – Acanthacée des Caraïbes (Haïti)
- Ononis christii Bolle – Légumineuse des Canaries
- Orchis × christii G.Keller – Orchidacée hybride d'Italie
- Paris christii H.Lév. - Trilliacée de Chine
- Pectis christii Urb. - Asteracée des Caraïbes (Haïti)
- Pilea christii Urb. - Urticacée des Caraïbes (Haïti)
- Pinus christii Brugger ex Seiler - Pinacée
- Plagiogyria christii Copel. - Plagiogyriacée des Philippines (île de Mindanao)
- Polypodium christii Copel. - Polypodiacée des Philippines (île de Mindanao)
- Polystichum christii Ching – Dryopteridacée de Chine
- Psychotria christii Urb. - Rubiacée des Caraïbes (Haïti)
- Pyrrosia christii (Giesenh.) Ching – Polypodiacée (Niphobolus christii Giesenh)
- Ranunculus christii W.Koch - Ranunculacée
- Rondeletia christii Urb. - Rubiacée des Caraïbes (Haïti)
- Rosa × christii Wiesb. - Rosacée d'Allemagne
- Sempervivum × christii Wolf – Crassulacée de Suisse
- Sideritis christii Briq. - Lamiacée d'Europe
- Tectaria christii Copel. - Dryopteridacée des Philippines
- Thelypteris christii (C.Chr.) C.F.Reed – Thelypteridacée
- Urostachys christii (Silveira) Holub – Lycopodiaceae du Brésil (Lycopodium christii Silveira)
- Viola christii Wolf. - Violacée de Suisse